# U-374
U-374 — средняя немецкая подводная лодка типа VIIC времён Второй мировой войны.

## История
Заказ на постройку субмарины был отдан 23 сентября 1939 года. Лодка была заложена 18 декабря 1939 года на верфи Ховальдсверке, Киль, под строительным номером 5, спущена на воду 10 мая 1941 года, вошла в строй 21 июня 1941 года под командованием оберлейтенанта цур зее Унно фон Фишеля.

### Флотилии
- 21 июня — 31 августа 1941 года — 5-я флотилия (учебная)
- 1 сентября — 13 декабря 1941 года — 1-я флотилия
- 14 декабря 1941 года — 12 января 1942 года — 29-я флотилия

### История службы
Лодка совершила 3 боевых похода, потопила одно судно водоизмещением 3349 брт и 2 вспомогательных военных корабля суммарным водоизмещением 992 брт. Потоплена 12 января 1942 года в западном Средиземноморье к востоку от мыса Спартивенто, в районе с координатами 37°50′ с. ш. 16°00′ в. д., торпедами с британской подводной лодки HMS Unbeaten. 42 человека погибли, 1 выживший.

### Атаки на лодку
- 2 ноября 1941 года во время преследования конвоя SC-42, обнаруженного субмариной днём ранее, лодка была атакована канадским эскортным корветом HMCS Buctouche (K 179), который сбросил шесть глубинных бомб. Лодка получила незначительные повреждения.
- 10 января 1942 года британский эсминец HMS Legion и датский эсминец HrMs Isaac Sweers атаковали U-374 глубинными бомбами. Лодке удалось оторваться от преследования, но повреждения лишили её способности к погружению. Спустя два дня U-374 была потоплена британской подводной лодкой HMS Unbeaten.